# 王曉 (明朝)
王曉（1535年—1586年），字寅亮，號小田，山東濟南府淄川縣人，軍籍，明朝政治人物。

## 生平
嘉靖三十七年（1558年）戊午科山東鄉試第三十三名舉人。隆慶五年（1571年）中式辛未科會試第一百三十二名，三甲第七名進士。户部觀政，授行人，萬曆三年三月选授浙江道試監察御史，七月實授，四年巡按南直隶，兼两淮巡盐，五年十月巡按浙江，八年巡视京营，丁忧。十一年三月復除浙江道御史，十三年四月升大理寺右寺丞，进左寺丞，萬曆十四年卒。翰林院庶吉士王家桢为他撰墓志铭，都察院右佥都御史、蓟辽总督、邑人韩取善为他书写碑文。

## 家族
曾祖王振；祖父王逵，封奉政大夫刑部郎中；父王崇義，知府。母劉氏（封宜人）；前母許氏（贈宜人）。慈侍下。